# Cày ri ta Hạ Long
Cày ri ta Hạ Long (danh pháp: Primulina halongensis) là một loài thực vật có hoa trong họ Tai voi. Loài này được Ruth Kiew và Nguyễn Tiến Hiệp mô tả khoa học đầu tiên năm 2000 dưới danh pháp Chirita halongensis. Năm 2011, Mich.Möller & A.Weber chuyển nó sang chi Primulina.